# Juan Ignacio Basaguren
Juan Ignacio Basaguren (Mexikóváros, 1944. június 21. – ) mexikói válogatott labdarúgó.

## Pályafutása

### Klubcsapatban
1967 és 1973 között a CF Atlante játékosa volt.

### A válogatottban
1968 és 1970 között 13 alkalommal szerepelt a mexikói válogatottban és 3 gólt szerzett. Részt vett a hazai rendezésű 1968. évi nyári olimpiai játékokon és az 1970-es világbajnokságon.

## Külső hivatkozások
- Juan Ignacio Basaguren – a FIFA adatbázisában
- Juan Ignacio Basaguren adatlapja a National-Football-Teams.com oldalon (angolul)

- Juan Ignacio Basaguren adatlapja a worldfootball.net oldalon (angolul)
- Juan Ignacio Basaguren profilja az Olympedia oldalán (angolul)